# Вільково-Нововейське
Вільково-Нововейське (пол. Wilkowo Nowowiejskie, нім. Villkow) — село в Польщі, у гміні Нова Весь-Лемборська Лемборського повіту Поморського воєводства.
Населення — 176 осіб (2011).
У 1975-1998 роках село належало до Слупського воєводства.

## Демографія
Демографічна структура станом на 31 березня 2011 року:
|          | Загалом | Допрацездатний вік | Працездатний вік | Постпрацездатний вік |
| -------- | ------- | ------------------ | ---------------- | -------------------- |
| Чоловіки | 83      | 22                 | 56               | 5                    |
| Жінки    | 93      | 27                 | 50               | 16                   |
| Разом    | 176     | 49                 | 106              | 21                   |